# Antoni Terlecki
Antoni Terlecki herbu Sas (ur. 1624, zm. 28 grudnia 1669) – duchowny greckokatolicki.

## Życiorys
Urodzony na Chełmszczyźnie, w rodzinie Aleksandra i Anny  Terleckich. W latach 1644–1653 studiował w Rzymie w Kolegium św. Atanazego. Podczas studiów przyjął święcenia kapłańskie 2 lutego 1653. Po powrocie do Polski wstąpił do zakonu bazylianów. Archimandryta dermański w 1665 roku, archimandryta klasztoru bazylianów Św. Spasa w Dubnie w 1666 roku, biskup diecezjalny przemyski od 1664 (od 4 maja 1662 koadiutor). Autor niezachowanych dzieł polemicznych oraz katechizmu.